# Bibel in Bildern

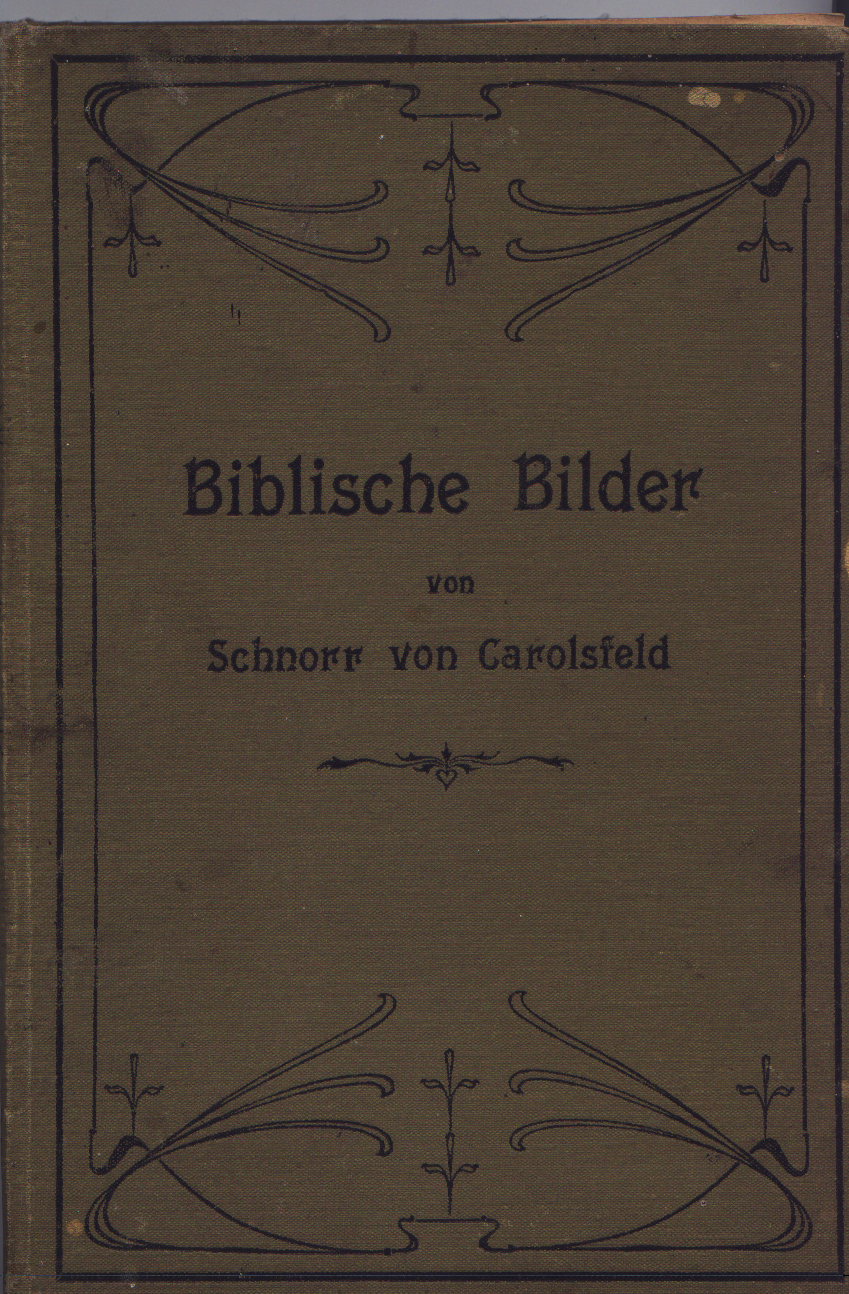
Einband einer Ausgabe von 1903

Die Bibel in Bildern ist eine 1860 zum ersten Mal erschienene Darstellung des Alten und Neuen Testaments, die weitgehend unter Verzicht auf den Bibeltext allein durch 240 Holzstiche des Künstlers Julius Schnorr von Carolsfeld die wichtigsten Szenen aus dem heiligen Buch der Christen zu vermitteln suchte. Sie entwickelte sich zur erfolgreichsten Volks- und Kinderbibel bis weit in das 20. Jahrhundert hinein.

## Geschichte

### Frühe Phase im Kreis derNazarener
Die Vorgeschichte des Projekts ist eng verknüpft mit den in Rom lebenden Nazarenern, deutschen Künstlern zutiefst christlicher Ausrichtung. Friedrich Overbeck, das Haupt dieser sogenannten Lukasbrüder, trug sich nachweislich bereits seit 1811 mit der Idee, einen Zyklus von neutestamentlichen Szenen für den Gebrauch an Schulen zu schaffen, ohne diese Pläne jedoch umzusetzen. 1815 trug er das Anliegen erstmals in die Künstlergruppe und stieß auf große Resonanz, ohne dass jedoch konkrete Schritte zur Umsetzung unternommen wurden.

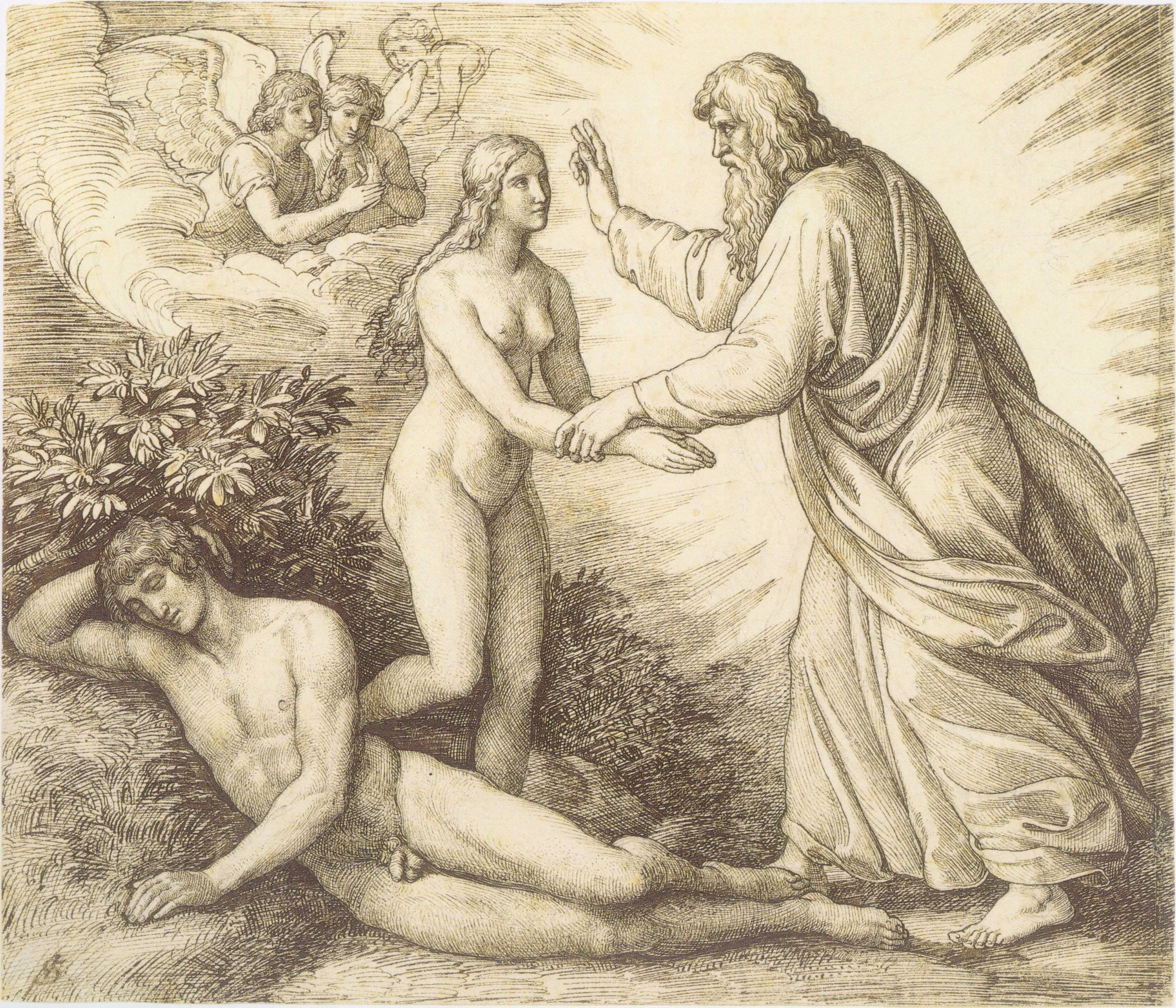
Die Erschaffung Evas, 1825

1819 plante der I.G. Cotta’sche Verlag eine illustrierte Bibelausgabe, zwar mit Stichen nach Vorbild von Werken alter Meister, stieß damit aber das Interesse der Nazarener wieder an, eine Bibel mit Bildern nach eigenen Entwürfen zu schaffen. Im Mai 1821 hielt ein zu diesem Zweck gegründeter Verein der Künstler seine erste Sitzung. In einer Art Wettbewerb sollten monatlich drei oder vier Szenen zur künstlerischen Bearbeitung ausgelobt werden und danach die besten Ergebnisse in die Bilderbibel einfließen. Aus dieser Zeit datiert auch eine Bleistiftzeichnung der Eva (heute im Clemens-Sels-Museum, Neuss), die zwar letztendlich nicht in dieser Form zum Druck gelangte, aber das älteste erhaltene Zeugnis von Schnorr von Carolsfelds Arbeit an dem Vorhaben darstellt. Der Verein stellte seine Arbeit binnen Jahresfrist allerdings wieder ein, wie auch ein zweiter Anlauf in dieser Richtung fruchtlos im Sinne der Erreichung seiner ambitionierten Pläne blieb.

### Schnorr von Carolsfelds eigene Pläne reifen
Wie aus Briefen hervorgeht, muss sich Julius Schnorr von Carolsfeld spätestens seit 1824 intensiviert ‚auf eigene Faust‘ mit dem Vorhaben auseinandergesetzt und bereits eine Anzahl von Zeichnungen angefertigt haben, deren szenische Auswahl einer von ihm gleichzeitig entwickelten Systematik folgt. Das Programm einer nur auf der Anschaulichkeit des Bildes basierenden Bibel ist für diese Phase bereits anzunehmen.

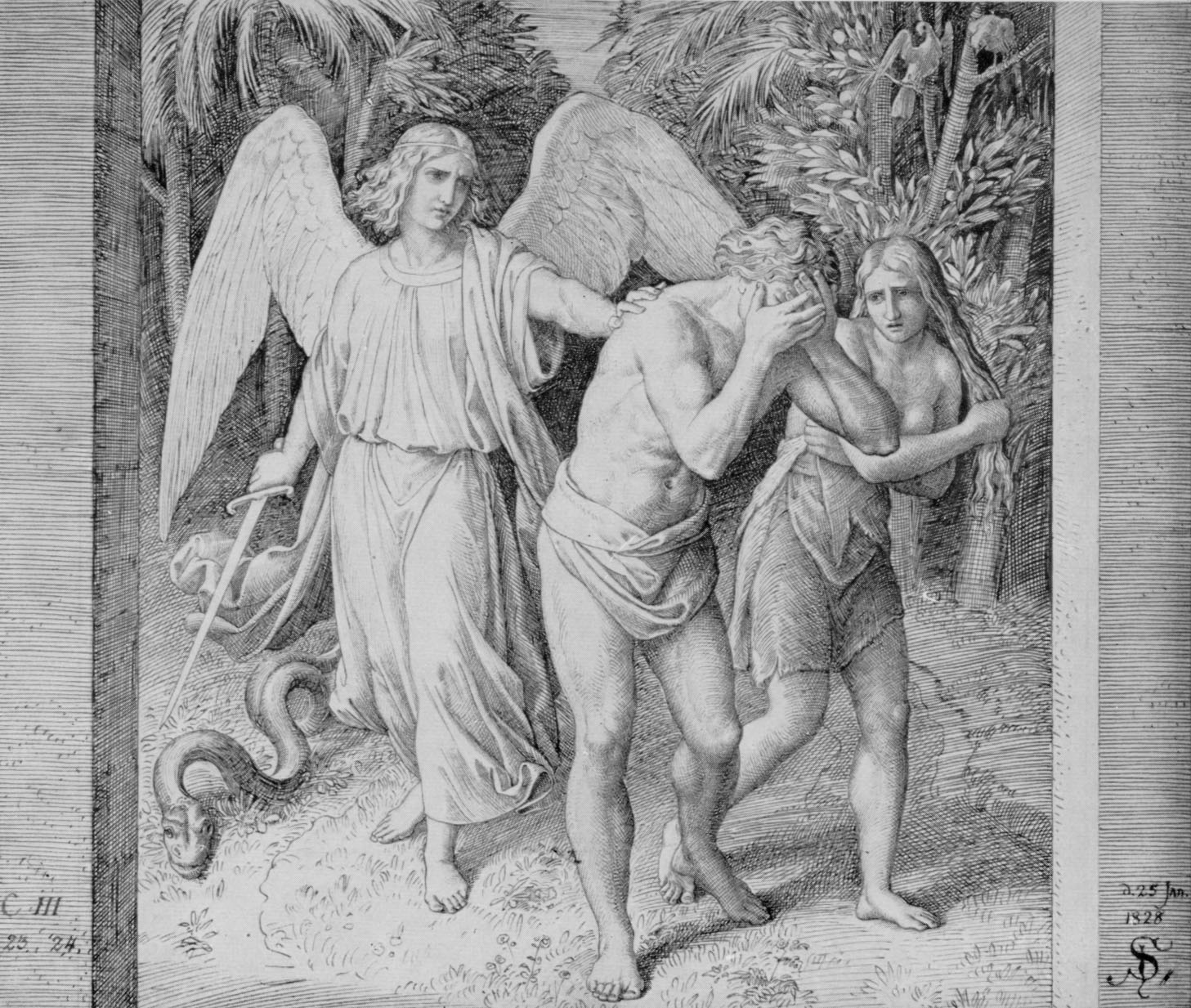
Entwurf zur Verstoßung, Federzeichnung von 1828

Auch ein Ruf, der 1827 an die Universität München führt, unterband nicht die Arbeit an dem Zyklus. Trotz zuversichtlicher Mitteilungen des Künstlers zog sich die Weiterarbeit jedoch weiter hin, was u. a. daran lag, dass kein von Schnorr von Carolsfeld als geeignet angesehenes Personal zur technischen Umsetzung als Kupferstiche oder Lithographien verfügbar war. Auch scheint die Finanzierung unsicher gewesen zu sein, was aus dem Versuch aus dem Jahr 1834 erkenntlich ist, den preußischen Kronprinzen zur Kostenübernahme zu bewegen. Zudem hegt Carolsfeld nunmehr Zweifel an der bisherigen Vorarbeit. Es entsteht eine größere Pause.
Erst Jahre später aktivierte eine Anfrage der Cotta’schen Buchhandlung den Fortschritt der Arbeiten: Schnorr von Carolsfeld steuerte ab 1843 wie mehrere andere Lukasbrüder Arbeiten zu Cottas illustrierter Bibel bei (erschienen 1850), die jedoch mittlerweile nicht mehr dem entsprach, was der Künstler inzwischen als Maxime seiner eigenen Bilderbibel entwickelt hatte, weil in ihr die Illustrationen tatsächlich nur zur Ergänzung des Textes dienten und ihn nicht ersetzten. Wegen dieser programmatischen Differenzen bemühte sich Schnorr von Carolsfeld parallel um die Verwirklichung seiner Vorstellungen und stellte kurz nach seiner Übersiedlung nach Leipzig 1846 Kontakt zum Leipziger Verleger Georg Wigand her, der ihm 1851 eine Veröffentlichung zu seinen Bedingungen zusicherte.

### Veröffentlichung und Nachdrucke

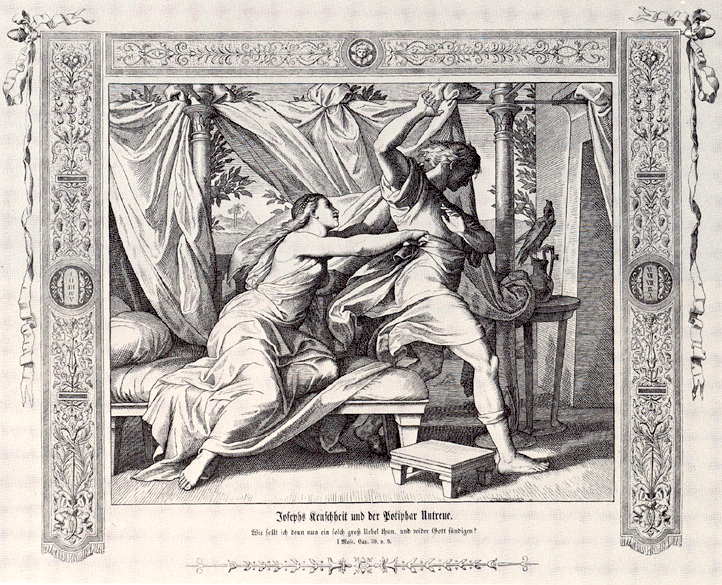
Josephs Keuschheit in der Prachtausgabe

Die 42 selbstgeschnittenen Holzschnitte für die Cotta-Bibel bildeten als konkrete Kunstwerke wie auch als Quelle von Arbeitserfahrung in diesem Medium gleichsam den Grundstock der Bibel in Bildern, die in 30 Lieferungen à acht Blättern zwischen Oktober 1852 bis Dezember 1860 erschien, darin 160 Schnitte zum Alten und 80 zum Neuen Testament. Abonnierbar waren die Lieferungen in den Qualitäten Volksausgabe, Prachtausgabe, d. h. mit ornamentalen Umrandungen, und Prachtausgabe auf Chinapapier. Am Lieferungsende kam das komplette Werk in gebundener Buchform heraus.

## Sonderausstellungen
Die Bibel in Bildern wurde nicht nur in zahlreiche Sprachen übersetzt und vielfach nachgedruckt, sondern wird auch in Museen als Ausstellungsthema aufgegriffen. 1983 kuratierte das Clemens-Sels-Museum in Neuss eine Sonderausstellung zu Schnorrs Bilderbibel und zu anderen biblischen Bilderfolgen der Nazarener. Und vom 30. April bis zum 31. Juli 2016 präsentierte das Lutherhaus Eisenach in seinem Sonderausstellungsraum Die Bibel in Bildern. Zeichnungen von Julius Schnorr von Carolsfeld.

## Ausgaben (Auswahl)
- Die Bibel in Bildern von Julius Schnorr von Carolsfeld. Pracht-Ausgabe, Wigand, Leipzig 1860.
Digitalisat, Internet Archive (Exemplar des Getty Museums)
- Die Bibel oder die ganze Heilige Schrift des Alten und Neuen Testaments und die Apokryphen. Mit Familienchronik und acht Karten; nach der dt. Übers. Martin Luthers. Mit 240 biblischen Bildern von Julius Schnorr von Carolsfeld. Hirsch, Konstanz 1900.
- Die Bibel oder die ganze Heilige Schrift des Alten und Neuen Testaments: nach der deutschen Uebersetzung D. Martin Luthers. Nach den Beschlüssen der Deutschen Evangelischen Kirchenkonferenz berichtigter Text. Mit den Bildern von Julius Schnorr von Carolsfeld. Dt. Bibel-Gesellschaft, Leipzig 1911.
- Bilderbibel. 179 ausgewählte Darstellungen mit begleitendem Bibeltext. Neuhof, Kr. Teltow: Zentralstelle zur Verbreitung guter deutscher Literatur, 1924.
- Biblische Bilder. (Bilderwahl und Textgestaltung: Heinrich Mohn). Rufer-Verlag, Gütersloh 1950 (Ausgabe in Heften).
- Die Bibel in Bildern: mit Bibeltexten nach Martin Luthers deutscher Übersetzung. 240 Darstellungen erfunden und auf Holz gezeichnet von Julius Schnorr von Carolsfeld. Hänssler, Neuhausen-Stuttgart 1990, ISBN 3-7751-1550-1.